# Johnny Griffin

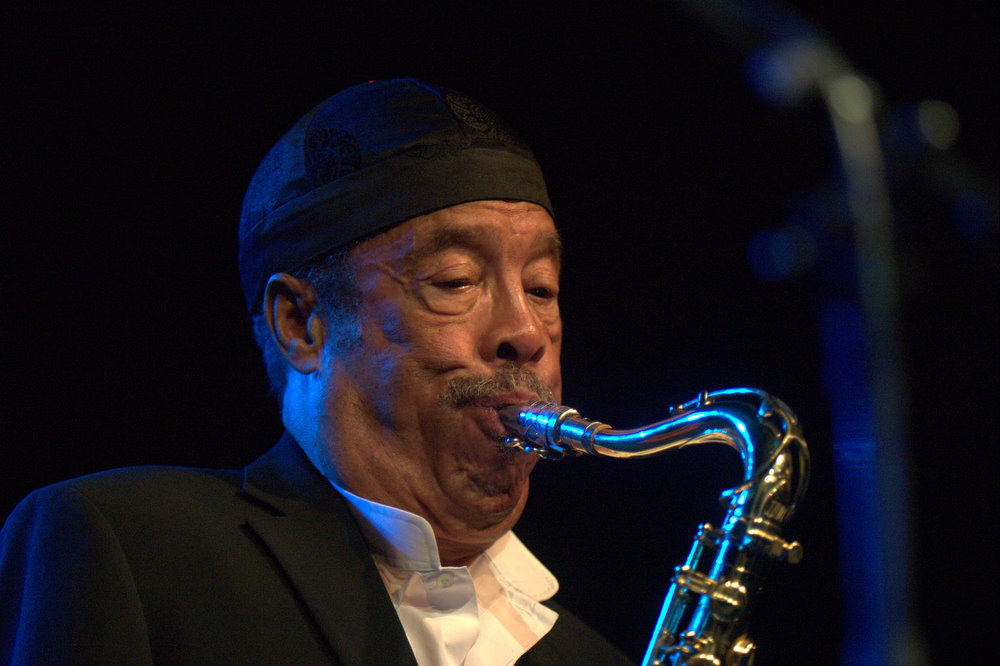
Johnny Griffin.

Johnny Griffin, född 24 april 1928 i Chicago i Illinois, död 25 juli 2008 i Availles-Limouzine i Vienne i Frankrike, var en amerikansk jazztenorsaxofonist, prominent inom stilen hardbop. Griffin, som fick smeknamnet "Little Giant", spelade med musiker som Lionel Hampton, Thelonious Monk och Art Blakey. Han albumdebuterade under eget namn 1956 och släppte en stor mängd album som orkesterledare och soloartist.
I mitten på 60-talet flyttade Griffin till Frankrike, som fortsättningsvis blev utgångspunkten för hans mycket aktiva turnéliv. Han besökte ofta Sverige, så sent som 2005 med ett namnstarkt band (A Tribute to the Montmartre) med bland annat Toots Thielmans och Lisa Nilsson, som medverkade på Stockholm Jazz Festival.